# Джонсон-Сіті (Канзас)
Джонсон-Сіті (англ. Johnson City) — місто (англ. city) в США, в окрузі Стентон штату Канзас. Населення — 1464 особи (2020).

## Географія
Джонсон-Сіті розташований за координатами 37°34′12″ пн. ш. 101°44′40″ зх. д. / 37.57000° пн. ш. 101.74444° зх. д. (37.569888, -101.744311).  За даними Бюро перепису населення США в 2010 році місто мало площу 5,21 км², уся площа — суходіл.

## Демографія
Згідно з переписом 2010 року, у місті мешкало 1495 осіб у 533 домогосподарствах у складі 381 родини. Густота населення становила 287 осіб/км².  Було 609 помешкань (117/км²).
Расовий склад населення:
| - 79,3 % — білих - 1,4 % — корінних американців - 0,8 % — чорних або афроамериканців - 0,2 % — азіатів - 15,9 % — осіб інших рас |

До двох чи більше рас належало 2,5 %. Частка іспаномовних становила 44,3 % від усіх жителів.
За віковим діапазоном населення розподілялося таким чином: 29,8 % — особи молодші 18 років, 56,4 % — особи у віці 18—64 років, 13,8 % — особи у віці 65 років та старші. Медіана віку мешканця становила 33,9 року. На 100 осіб жіночої статі у місті припадало 100,7 чоловіків;  на 100 жінок у віці від 18 років та старших — 99,8 чоловіків також старших 18 років.
Середній дохід на одне домашнє господарство  становив 52 151 долар США (медіана — 40 938), а середній дохід на одну сім'ю — 60 473 долари (медіана — 43 711). Медіана доходів становила 32 244 долари для чоловіків та 31 111 долар для жінок. За межею бідності перебувало 7,1 % осіб, у тому числі 6,6 % дітей у віці до 18 років та 15,6 % осіб у віці 65 років та старших.
Цивільне працевлаштоване населення становило 707 осіб. Основні галузі зайнятості: освіта, охорона здоров'я та соціальна допомога — 18,7 %, сільське господарство, лісництво, риболовля — 17,5 %, будівництво — 11,2 %, роздрібна торгівля — 10,7 %.